# Тесленко Данило Олександрович
Дани́ло Олекса́ндрович Тесле́нко — солдат Збройних сил України, учасник російсько-української війни.

## Життєпис
Солдат Данило Тесленко, позивний Чорний, загинув 21 жовтня 2022 року під час виконання бойового завдання в районі селища Спірне на Донеччині. Захиснику назавжди 23.Данило народився і жив у місті Дружківка Донецької області. Навчався у місцевій школі № 7. Потім здобув фах токаря-оператора верстатів з числового програмного управління в Дружківському професійному ліцеї. Продовжив навчання у Національно-науковому професійно-педагогічному інституті, встиг перейти на 2 курс. Любив грати на гітарі, захоплювався тематикою Чорнобильської зони. Хлопець все своє усвідомлене життя провів на війні. У 2017 році пішов на військову службу за контрактом до ЗСУ. Був механіком-водієм у розвідувальній роті 54-ї окремої механізованої бригади імені гетьмана Івана Мазепи. Брав участь у боях на Світлодарській дузі, шахті Бутівка, Золоте-4, Волновасі, Мар'їнці. У 2019-му був нагороджений орденом «За мужність» ІІІ ступеня. Повномасштабне вторгнення Данило зустрів у складі свого підрозділу на передовій Донеччини і далі боронив Україну від окупантів.
«Про Даню можна писати дуже багато. Він неймовірно добра людина з відмінним почуттям гумору, завжди міг вислухати і дати слушну пораду. Це дуже велика втрата, в яку досі не можу повірити, серце рветься від болю», — розповіла кохана дівчина воїна. «Даня був найдобрішою людиною, іноді навіть дуже добрим, завжди на позитиві, обожнював тварин. Любив свою справу, гарно розбирався в машині (бмп), що деякі мехводи навіть не знали про такі деталі, а він по звуку все розумів і підказував, як лагодити. Завжди допомагав і підтримував, любив жартувати», — додав друг Кирило.
Поховали молодого воїна у рідному місті. У Данила залишилися молодший брат, тітка, дівчина, друзі, побратими.

## Нагороди та вшанування
- Указом Президента України № 742/2019 від 10 жовтня 2019 року за «особисту мужність і самовіддані дії, виявлені у захисті державного суверенітету та територіальної цілісності України» нагороджений орденом «За мужність» III ступеня[1].